# Reserva natural La Humada
La reserva natural La Humada es un área natural protegida ubicada en el departamento Chical Co, en la provincia argentina de La Pampa. Abarca un área de 4979 ha correspondientes a la ecorregión Monte.
Fue creada mediante la Ley Provincial n.º 1689/96.

La protección de la zona databa del año 1974. Había sido establecida inicialmente mediante el Decreto Provincial n.º 417/74.

## Características
La reserva está ubicada en el noroeste provincial, a poca distancia de la pequeña localidad de La Humada, en cercanías del límite con la vecina provincia de Mendoza. por lo cual presunta características de la ecorregión Payunia. El relieve es suave, formando planicies con leve inclinación descendente hacia el este y una altura media que no supera los 1000 m s. n. m..

El clima es árido, con gran diferencia en las temperaturas medias de invierno y verano y muy escasas precipitaciones en la época estival. La acción del viento es un condicionante negativo para la flora, ya que tiende a erosionar los suelos restando cobertura vegetal.

La reserva no cuenta con plan de manejo ni infraestructura de servicios.

## Flora y fauna
La cobertura vegetal característica incluye agrupaciones abiertas de jarilla hembra (Larrea divaricata), manca caballo (Prosopidastrum globosum) y piquillín (Condalia microphylla), a los que se suman ejemplares aislados de jarilla crespa (Larrea nitida) y algarrobo (Prosopis flexuosa), en sectores de suelos más húmedos.
La fauna de la reserva incluye varias especies nativas, como el escuercito (Odontophrynus occidentalis), la ranita de monte (Pleurodema nebulosum), el sapo grande (Bufo arenarum), la lagartija (Liolaemus darwinii), el huroncito patagónico  (Lyncodon patagonicus), el quirquincho grande o peludo (Chaetophractus villosus), el zorro gris (Lycalopex gymnocercus) y dos especies exóticas; la liebre europea (Lepus europaeus) y el jabalí (Sus scrofa).
Las aves están ampliamente representadas. Entre las rapaces, se han observado ejemplares de aguilucho común (Geranoaetus polyosoma), chimango (Milvago chimango), carancho (Caracara plancus), y halconcito colorado (Falco sparverius). Los pájaros cantores incluyen algunas especies vistosas como el yal negro (Phrygilus fruticeti), el yal carbonero (Phrygilus carbonarius), la diuca común (Diuca diuca), la monterita de collar (Poospiza torquata), el verdón (Embernagra platensis) y los pepiteros chico (Saltatricula multicolor) y de collar (Saltator aurantiirostris), entre otros.